# 2028
2028 (MMXXVIII) será un año bisiesto que comenzará en sábado en el calendario gregoriano. Será también el número 2028 anno Domini o de la designación de era cristiana, además del vigésimo octavo año del siglo XXI y del III milenio. Será el octavo año de la tercera década del siglo XXI y el noveno y penúltimo de los años 2020.
El año 2028 será:
- El Año del Mono, según el horóscopo chino.

## Acontecimientos

### Marzo
- 14 de marzo: Se espera que sea inaugurado el Metro de Bogotá una vez que entre en funcionamiento la línea 1, la cual se encuentra en construcción desde el año 2021 y cuyo recorrido será inicialmente desde el suroccidente de la ciudad hasta la Calle 72 con Avenida Caracas.[1]

### Junio
- 9 de junio: Inauguración de la 18° edición de la Eurocopa en Reino Unido e Irlanda.
- 26 de junio: el asteroide (153814) 2001 WN5 (de 700 m de diámetro) pasará a 250 000 km de la Tierra (66 % de la distancia a la Luna).

### Julio
- 9 de julio: Clausura de la 18° edición de la Eurocopa.
- 14 de julio: Inauguración de la XXXIV edición de los Juegos Olímpicos en Los Ángeles, Estados Unidos.
- 22 de julio: eclipse solar, que se verá en Sri Lanka, Australia, Tailandia y el resto de Oceanía.
- 30 de julio: Clausura de la XXXIV edición de los Juegos Olímpicos.

### Agosto
- 22 de agosto: Inauguración de la XVIII edición de los Juegos Paralímpicos en Los Ángeles, Estados Unidos.

### Septiembre
- 3 de septiembre: Clausura de la XVIII edición de los Juegos Paralímpicos

### Octubre
- 26 de octubre: el asteroide (35396) 1997 XF11 pasará 930 000 km de la Tierra.

### Diciembre
- 31 de diciembre: eclipse lunar que se verá Europa, África, Asia, Australia y el Pacífico, será el primer eclipse total documentado de este tipo que ocurra en las fiestas de Fin de Año o Nochevieja.[2]

## Deportes

### Multideportivo
- en julio y agosto se celebrarán en la 34.ª edición de los Juegos Olímpicos de Los Ángeles 2028
- se desarrollara la 74.ª edición de la Liga de Campeones de la UEFA 2028-29
- en febrero se celebrarán el Super Bowl LXII